# I Can't
"I Can't" é uma canção da rapper americana Foxy Brown com a banda Total, lançada como segundo single do seu segundo álbum Chyna Doll (1999) em 2 de março de 1999 pela Def Jam. Foi escrita por Inga Marchand, Shawn Carter, Keisha Spivey, George Michael e produzida por Irv Gotti, Lil' Rob. Contém uma amostra da canção "Everything She Wants" da banda britânica Wham!.
Um vídeo para "I Can't" foi lançado em 1999 e ficou entre os vinte e cinco clipes mais executados da semana de 9 de maio de 1999 pelo canal afro-americano BET, e estava incluído na lista de clipes dos canais Power-Play Musik Video, MuchMusic e Urban X-Pression.

## Desempenho nas paradas musicais

### Posições
| Paradas (1999)                                 | Melhor posição |
| ---------------------------------------------- | -------------- |
| Estados Unidos - Billboard R&B/Hip-Hop Airplay | 67             |